# 平良研一
平良研一（たいら けんいち、1939年 - ）は、日本の教育学者。
沖縄大学名誉教授。

## 経歴
- 東京外国語大学ドイツ科
- 東京都立大学大学院人文科学研究科
- おきなわ社会教育研究会会長（2009年）
- 沖縄教育問題研究会代表（2009年）

## 人物
- 三井為友と出会い社会教育学の道へ進む[1]。
- 60年安保闘争に触発され、労働組合運動と平和運動等を研究[1]。
- 沖縄大学に講師として赴任し、教育における「沖縄問題」に強い関心を抱く[1]。
- 2015年3月14日、機関紙「金日成・金正日主義研究」に論文を寄稿した[2]。
- 2017年1月8日に沖縄県立博物館・美術館で開催されたチュチェ思想新春セミナーにて、「諸悪の根源『安保』・『日米同盟』と対米従属の構造―『真珠湾』に始まる米軍基地問題の本質―」と題して講演を行う[3]。
- 2020年1月11日、金正恩の誕生日を祝賀して沖縄で開催されたチュチェ思想新春セミナーでは、「社会主義強国建設の生命線としての教育事業について」と題する講演をおこない、「金正恩委員長の著作には人間性と社会的な革命意識を尊重するチュチェ思想がつらぬかれている、教員の「質」は、生徒の学力を高め、国の発展を促進するための源である」と述べたうえで、教員には「職業的革命家」としての本分を果たすことが期待されていると強調した[4]。
- チュチェ思想国際研究所の主任研究員。
- 金正恩著作研究会の共同代表[5][6]。

## 主な著書
- 「民衆と社会教育～戦後沖縄社会教育史研究～」（共著・エイデル研究所、1988 年）
- 「おきなわの社会教育」（共著・エイデル研究所、2002 年）

論文
- 『思想』としての戦後沖縄社会教育」（「戦後沖縄社会教育における地域史研究」所収文部科学省科研費研究成果報告書、2001年）

訳書
- R・ゴールドシュミット「大正時代の沖縄」（ 独文”Neu - Japan” から、琉球新報社、1981 年）